# Liste der Stolpersteine in Weilerswist
In der Liste der Stolpersteine in Weilerswist werden die vorhandenen Gedenksteine aufgeführt, die im Rahmen des Projektes Stolpersteine des Künstlers Gunter Demnig bisher in Weilerswist verlegt worden sind.  Stolpersteine sind Opfern des Nationalsozialismus gewidmet, all jenen, die vom NS-Regime deportiert, ermordet, in die Emigration oder in den Suizid getrieben wurden.

## Verlegte Stolpersteine
| Stolperstein | Inschrift | Verlegeort        | Name, Leben                                |
| ------------ | --- | ----------------- | ------------------------------------------ |
|              | HIER WOHNTE JOSEF BROCK JG. 1937 EINGEWIESEN 1942 ´HEILANSTALT´ ST. JOSEFSHAUS MÖNCHENGLADBACH 1943 ´HEILANSTALT´ AM SPIEGELGRUND / WIEN ERMORDET 7. September 1943 | Kapellenstraße 2  | Josef Brock (1937–1943)                    |
|              | HIER WOHNTE BERTHA CARL GEB. LEYSER JG. 1861 DEPORTIERT 1942 THERESIENSTADT ERMORDET IN TREBLINKA                                                                   | Kölner Straße 67  | Bertha Carl, geb. Leyser (1861–1942)       |
|              | HIER WOHNTE GERTA KAIN JG. 1921 DEPORTIERT JULI 1942 MALY TROSTENEZ ERMORDET FÜR TOT ERKLÄRT                                                                        | Schweinemarkt 7   | Gerta Kain (1921–1942)                     |
|              | HIER WOHNTE HILDE KAIN JG. 1925 DEPORTIERT JULI 1942 MALY TROSTENEZ ERMORDET FÜR TOT ERKLÄRT                                                                        | Schweinemarkt 7   | Hilde Kain (1925–1942)                     |
|              | HIER WOHNTE JOSEFINE KAIN GEB. FRANK JG. 1897 DEPORTIERT JULI 1942 MALY TROSTENEZ ERMORDET FÜR TOT ERKLÄRT                                                          | Schweinemarkt 7   | Josefine Kain, geb. Frank (1897–1942)      |
|              | HIER WOHNTE WILHELM KAIN JG. 1891 DEPORTIERT JULI 1942 MALY TROSTENEZ ERMORDET FÜR TOT ERKLÄRT                                                                      | Schweinemarkt 7   | Wilhelm Kain (1891–1942)                   |
|              | HIER WOHNTE EDITH LEISER JG. 1931 DEPORTIERT 1942 IZBICA ERMORDET FÜR TOT ERKLÄRT                                                                                   | Kölner Straße 67  | Edith Leiser (1931–1942)                   |
|              | HIER WOHNTE HERMANN LEISER JG. 1894 DEPORTIERT 1942 IZBICA ERMORDET FÜR TOT ERKLÄRT                                                                                 | Kölner Straße 67  | Hermann Leiser (1894–1942)                 |
|              | HIER WOHNTE JOHANNA LEISER GEB. CARL JG. 1898 DEPORTIERT 1942 IZBICA ERMORDET FÜR TOT ERKLÄRT                                                                       | Kölner Straße 67  | Johanna Leiser, geb. Carl (1898–1942)      |
|              | HIER WOHNTE BERNHARD MOSES JG. 1893 DEPORTIERT 1942 THERESIENSTADT ERMORDET 1944 AUSCHWITZ                                                                          | Kölner Straße 118 | Bernhard Moses (1893–1942)                 |
|              | HIER WOHNTE ELISA MOSES GEB. WINTER JG. 1884 DEPORTIERT 1941 ERMORDET 1944 ŁODZ / LITZMANNSTADT                                                                     | Kölner Straße 112 | Elisa Moses, geb. Winter (1884–1944)       |
|              | HIER WOHNTE SIBILLA MOSES JG. 1890 DEPORTIERT 1941 RIGA ERMORDET | Kölner Straße 118 | Sibilla Moses (1890–1941)                  |
|              | HIER WOHNTE BERTHA SCHEUER GEB. SELIGMANN JG. 1880 DEPORTIERT 1941 RIGA ERMORDET FÜR TOT ERKLÄRT                                                                    | Kölner Straße 148 | Bertha Scheuer, geb. Seligmann (1880–1941) |
|              | HIER WOHNTE HERMANN SCHEUER JG. 1873 DEPORTIERT 1941 RIGA ERMORDET FÜR TOT ERKLÄRT                                                                                  | Kölner Straße 148 | Hermann Scheuer (1873–1941)                |
|              | HIER WOHNTE WALTER SCHEUER JG. 1906 DEPORTIERT 1941 RIGA ERMORDET FÜR TOT ERKLÄRT                                                                                   | Kölner Straße 148 | Walter Scheuer (1906–1941)                 |
|              | HIER WOHNTE EDITH SOMMER JG. 1911 DEPORTIERT 1941 ERMORDET 1944 ŁODZ / LITZMANNSTADT                                                                                | Kölner Straße 112 | Edith Sommer (1911–1944)                   |
|              | HIER WOHNTE HERMANN SOMMER JG. 1912 DEPORTIERT 1941 ŁODZ / LITZMANNSTADT ERMORDET 1945 BUCHENWALD                                                                   | Kölner Straße 112 | Hermann Sommer (1912–1945)                 |
|              | HIER WOHNTE ELSE STOCK GEB. HEUMANN JG. 1905 DEPORTIERT JULI 1942 MALY TROSTENEZ ERMORDET                                                                           | Zunftgasse 13     | Else Stock, geb. Heumann (1905–1942)       |
|              | HIER WOHNTE ERICH-ALFRED STOCK JG. 1929 DEPORTIERT JULI 1942 MALY TROSTENEZ ERMORDET                                                                                | Zunftgasse 13     | Erich-Alfred Stock (1929–1942)             |
|              | HIER WOHNTE HERMANN STOCK JG. 1895 DEPORTIERT JULI 1942 MALY TROSTENEZ ERMORDET                                                                                     | Zunftgasse 13     | Hermann Stock (1895–1942)                  |
|              | HIER WOHNTE OTTO STOCK JG. 1904 DEPORTIERT JULI 1942 MALY TROSTENEZ ERMORDET                                                                                        | Zunftgasse 13     | Otto Stock (1904–1942)                     |

## Verlegedaten
- 9. November. 2008: Kölner Straße 67
- 29. August. 2009: Kölner Straße 148
- 4. Dezember. 2010: Kapellenstraße 2, Schweinemarkt 7
- 25. Februar. 2012: Kölner Straße 112, Kölner Straße 118
- 26. Juni. 2013: Zunftgasse 13